# Pańćajat kasty
Pańćajat kasty (pańćajat kastowy) – zgromadzenie w Indiach, posiadające najwyższą władzę w obrębie lokalnej jednostki administracyjnej w odniesieniu do danej dźati (kasty lub jej części).
Rada zawierająca wybranych notabli i starszyznę należących do tej samej dźati i podejmująca decyzje w sprawach dotyczących swojej dźati w obrębie własnego terytorium.

## Środki represji
- W odniesieniu do osób spoza danej dźati może nastąpić orzeczenie o bojkocie świadczenia dla jej usług. Kolejno można ustalić bojkot usług dla każdego Indusa, który wskazaną osobę zatrudnia[3].
- Wobec członków tej samej dźati uchwala się grzywny i czasowe zawieszenie w prawach członka dźati. Najbardziej brzemiennym w skutki cywilne orzeczeniem, jakie może wydać rada kasty, jest bojkot członków wspólnoty i wykluczenie ze wspólnoty kastowej, w tym również bez możliwości reaktywacji (na zawsze)[4].